# Sant'Antonio da Padova (Donatello)
Sant'Antonio da Padova di Donatello è una delle statue bronzee a tutto tondo che decorano l'altare di Sant'Antonio da Padova nella basilica del Santo a Padova. Misura 145 cm di altezza e risale al 1446-1453.

## Storia
L'opera fa parte delle sette statue a tutto tondo che decorano l'altare, che venne realizzato durante il soggiorno padovano del grande scultore fiorentino.
La statua venne fusa con la tecnica della cera persa tra la seconda metà del 1446 e la partenza dell'artista da Padova, nel 1453. Le opere vennero ritoccate per molto tempo, ben oltre la partenza di Donatello: se ne ha notizia fino al 1477.
Poiché la struttura architettonica originale andò distrutta sul finire del XVI secolo, la versione che oggi si vede è una ricostruzione controversa dell'architetto Camillo Boito del 1895.
I santi disposti attorno al suo trono della Madonna col Bambino formavano così una sorta di Sacra conversazione scultorea, nel prezioso materiale del bronzo.

## Descrizione
Sant'Antonio da Padova è ritratto in piedi, e fa pendant con l'altro frate, San Francesco. Di solito vengono collocate come le due figure più vicine al centro, per la preminenza di Antonio da Padova a cui era dedicata la grande basilica.
Sant'Antonio è ritratto come un giovane abbigliato alla francescana, con in mano il giglio della purezza e un libro. Le due statue sono prive di accenni di movimento e evitano le caratterizzazioni tese nell'espressività, un tratto comune anche alle altre statue dell'altare